# Akaname

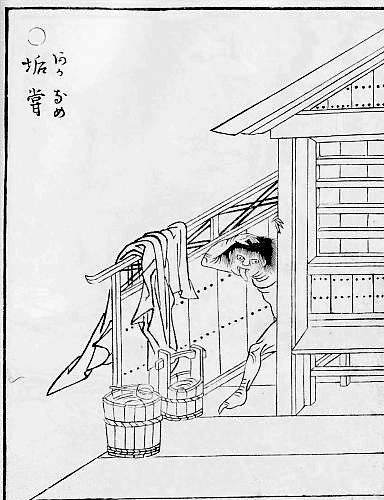
Illustration d'un akaname par Toriyama Sekien.

L'Akaname (垢嘗, , trad. « lèche-crasse ») est un esprit du folklore japonais. C'est un yōkai (esprit, fantôme) inoffensif, qui a l'habitude de lécher la saleté des baignoires la nuit.

## Apparence
L'akaname (ou « sale lécher ») est un petit yōkai ressemblant à un gobelin qui n'habite que les maisons et les bains publics les plus sales. 
Il a la taille d'un enfant ou d'un petit adulte, bien qu'il semble généralement beaucoup plus petit en raison de sa posture voûtée. Doté de cheveux gras et visqueux sur le dessus de sa tête, son corps est nu et sa peau est grasse comme ses cheveux.
L'akaname existe en plusieurs couleurs et variétés, allant d'un vert marbré foncé rappelant la moisissure à la couleur rose vif des escarres. Il peut avoir soit un œil ou deux, et de un à cinq doigts et orteils. Tous les akaname ont une langue extrêmement longue et collante avec laquelle ils lavent la boue, la graisse, les cheveux et autres saletés trouvés dans les salles de bain et derrière les toilettes.

## Sources
- (en) Liste des démons japonais sur le site Inuyasha: a feudal fairy tale